# Groam House Museum
Groam House Museum er et museum med keltisk og piktisk kunst, der ligger i landsbyen Rosemarkie på halvøen Black Isle, Skotland. Museets samling indeholder både Rosemarkie Stone, en af de store bevarede eksempler på piktisk kunst på sten, og Rosemarkie skulpturfragmenterne, der er 14 piktiske stenfragmenter, hvoraf den mest velkendte er Daniels Stone. Museet har også George Bain Collection. Bain, bliver betragtet som faderen for moderne keltisk design og brugte mange år på at udarbejde avancerede matematiske design, der findes i keltisk kunst.
I 2015 organiserede museet banner-projekt, hvor der blev skabt bannere til 2016-udgaven af Celtic Connections Festival.

## Galleri
- Piktisk stenkors i samlingen
- Fragment af piktisk sten
- Rosemarkie Stone
- Den anden side af Rosemarkie Stone